# Gnamptogenys moelleri
Gnamptogenys moelleri är en myrart som först beskrevs av Auguste-Henri Forel 1912.  Gnamptogenys moelleri ingår i släktet Gnamptogenys och familjen myror. Inga underarter finns listade i Catalogue of Life.

## Bildgalleri

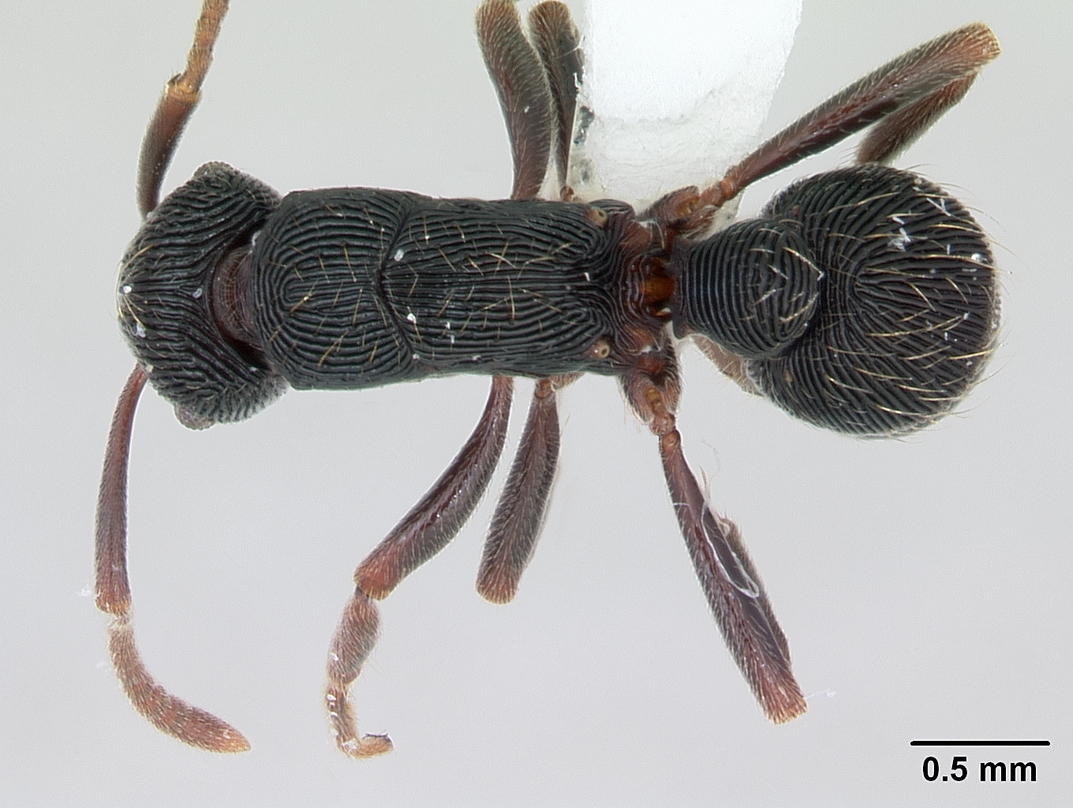
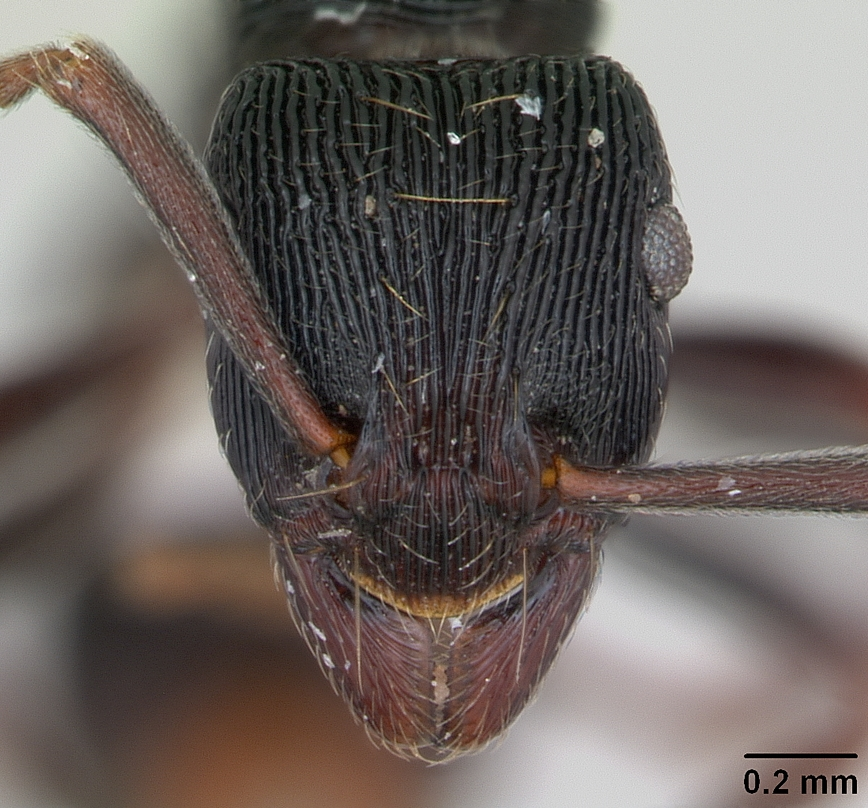
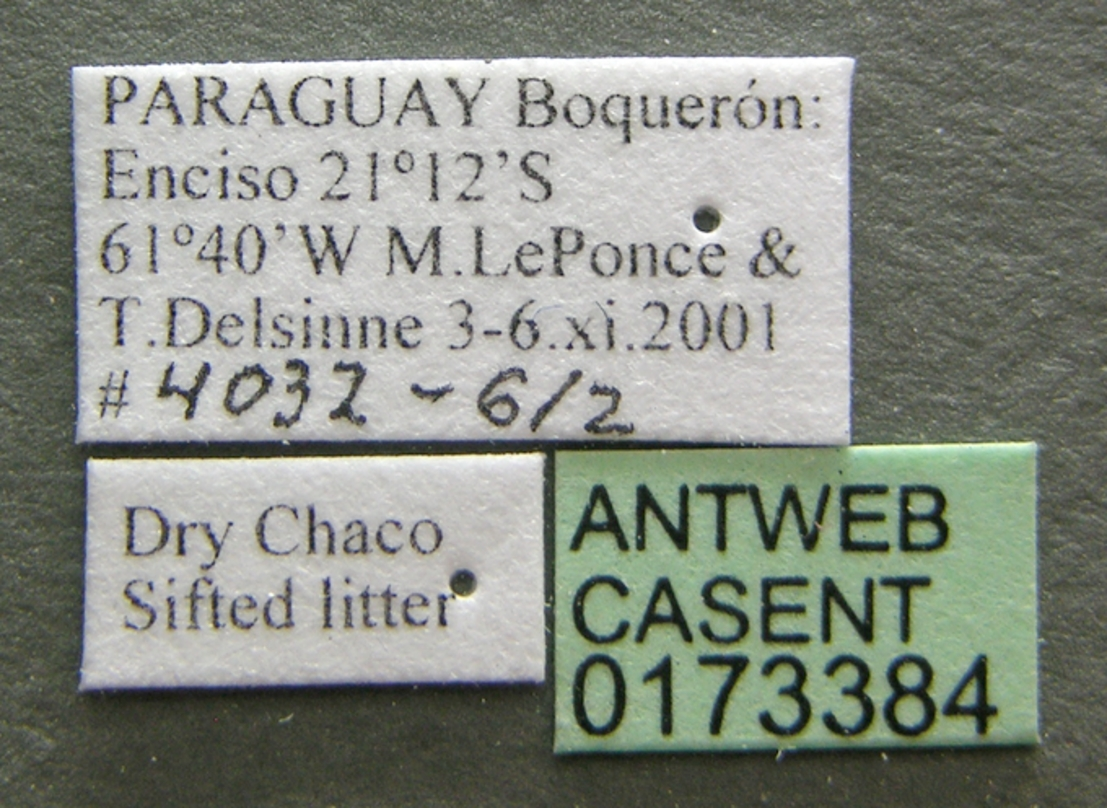
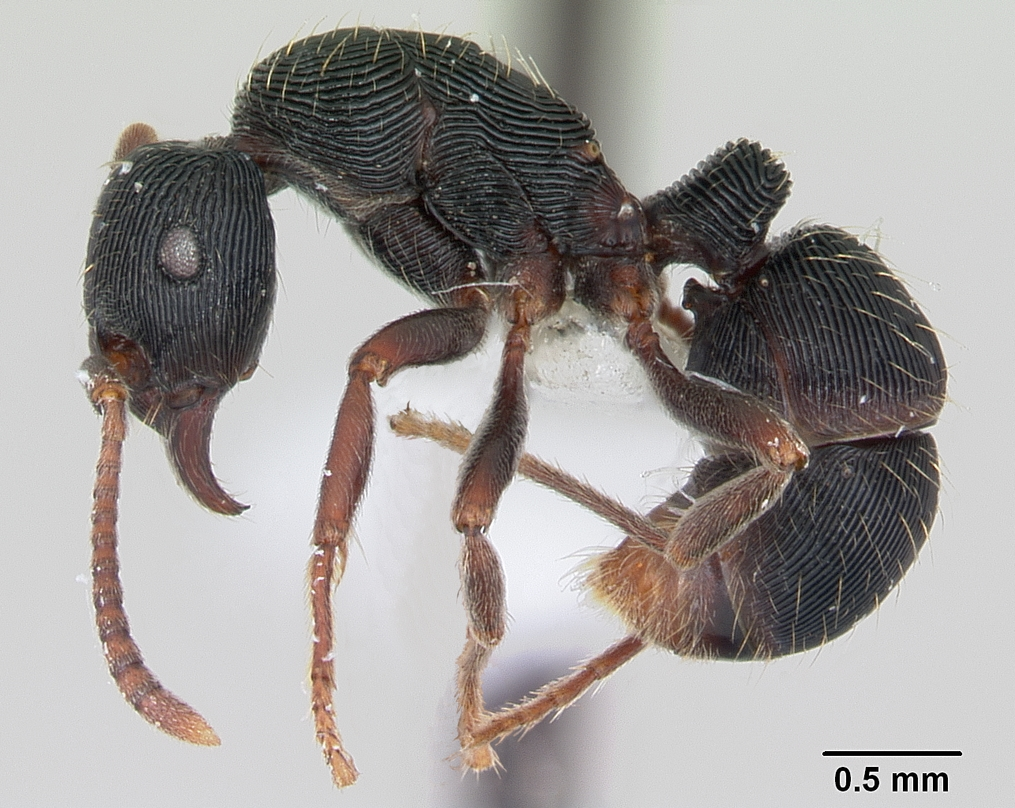